# Drosophila gouveai
Drosophila gouveai este o specie de muște din genul Drosophila, familia Drosophilidae, descrisă de Tidon-sklorz și Sene în anul 2001. Conform Catalogue of Life specia Drosophila gouveai nu are subspecii cunoscute.